# Aeritalia AIT-320
L'Aeritalia AIT-320 era lo studio (mai coronato dalla produzione di prototipi) di un moderno caccia leggero da superiorità aerea, sviluppato a partire dal 1976.
Pensato come erede del Lockheed F-104 Starfighter, sarebbe stato equipaggiato con un singolo turboreattore RB.199, lo stesso che aveva equipaggiato il cacciabombardiere Tornado, il quale però è bimotore. Concettualmente simile all'F-16, ricordava un piccolo F-18 monoreattore. Anche Francia (con lo ACT-88 - Avion de Combat Tactic), Gran Bretagna (con i suoi BAe P.96, P.106 LCA e P.110)  e Germania (con lo MBB TKF-90) avevano sviluppato modelli concettualmente simili di aereo monomotore da attacco leggero e combattimento diurno; i prototipi o studi sviluppati a questo scopo, tra i quali appunto lo studio AIT-320/15, andarono a confluire nei vari progetti multinazionali che avrebbero poi condotto all'EF-2000.

## Velivolo civile AIT-320
La sigla venne usata anche per riferirsi ad uno studio relativo ad un velivolo civile da trasporto regionale da 30-40 posti, da costruirsi in una joint venture tra Aeritalia ed Aérospatiale, costituitasi nel 1981 sotto il nome di ATR. Lo studio iniziale assegnava il nome in codice AS-35 per la Aérospatiale ed, appunto, AIT.320 (col punto) per l'Aeritalia. Il progetto venne poi evoluto in quello che attualmente è l'ATR 42. Altre fonti riportano lo stesso progetto col nome in codice AIT-230.